# Kleine historische Städte
Die Kleinen historischen Städte (kurz KHS genannt) sind ein Zusammenschluss von 17 Kleinstädten (Stand Februar 2025) in Österreich, deren Ziel es ist, gemeinsam touristisch aufzutreten und die Bekanntheit der Mitglieder sowie der Dachmarke im In- und Ausland zu steigern.

## Geschichte
Bis zur Gründung der KHS im Jahre 1994 wurde das Angebotsspektrum Städtetourismus nur durch Bewerbung der Landeshauptstädte abgedeckt. Seitens der Österreich Werbung (ÖW) wurden zum einen Erholungsurlaub mit Wandern, Reiten, Skifahren, und ähnlichem, und zum anderen der Kulturtourismus über den Zusammenschluss der ARGE Städte (eine Vereinigung der Landeshauptstädte) aktiv beworben bzw. in die Marketingaktivitäten mit eingebunden. Durch diese Konstellation sind kleine Städte mit einem durchaus interessanten kulturellen Angebot in keine breit gestreuten Werbeaktivitäten eingebunden gewesen.
Ende 1993 wurde unter Vorsitz von Walter Hödl, ehemaliger Direktor des Tourismusverband Wels, und Wolfgang Neubaur, Tourismusdirektor von Steyr, ein Proponentenkomitee mit potentiellen Partnern gebildet, deren Ziel es war, Teilnehmer in allen Bundesländern (außer Wien) zu finden, die die Idee der Gründung eines Zusammenschlusses von Kleinstädten in Österreich mittragen und diese Arbeitsgemeinschaft zu einer Angebotsgruppe der Österreich Werbung zu machen. Damals schlossen sich 14 Städte dem Projekt an. Bei der Generalversammlung im Mai 2007 in Lienz wirkten 18 Städte zusammen.

## Kriterien
Folgende Kriterien müssen von den Mitgliedsstädten erfüllten werden:
- Touristische Infrastruktur
  - Mindestens 300 Betten in der Drei- und Vier-Sterne-Kategorie
  - Professionelle örtliche touristische Organisation (Tourismusverband oder ähnliches)
- Städtische Daten
  - Stadt mit Stadtrecht
  - Denkmalgeschützte historische Bauwerke bzw. Stadtteile
  - bis zu 80.000 Einwohner

Die Mitgliedschaft bei den KHS ist ausschließlich Städten in Österreich bzw. deren touristischen Organisationen vorbehalten. Sowohl überregionale Tourismusorganisationen, als auch Standesvertretungen und Betriebe sind von ihr ausgeschlossen. Mit diesen Organisationen wird jedoch eine intensive Zusammenarbeit gepflegt.
Als Obergrenze an Städten werden circa zwanzig Mitglieder festgelegt. Es wird versucht wenigstens eine Stadt pro Bundesland (mit Ausnahme von Wien) zu gewinnen. Bei Neuaufnahme einer Stadt sind alle anderen Mitglieder mit einzubeziehen.
Landeshauptstädte dürfen aufgrund ihrer Mitgliedschaft bei der ARGE Städte nicht auch Mitglied bei den KHS sein. Eine Doppelmitgliedschaft ist nicht möglich.

## Mitglieder
Ew. = Einwohner (Stand 1. Jänner 2025)
| Stadt                                                                                  | Bundesland                                                                          | Ew.                                                                                 | Stadt- erhebung                                                                     | Erste urkundliche Erwähnung                                                         | Stadtbild                                                                                  | Denkmalschutz                                                                             |
| -------------------------------------------------------------------------------------- | ----------------------------------------------------------------------------------- | ----------------------------------------------------------------------------------- | ----------------------------------------------------------------------------------- | ----------------------------------------------------------------------------------- | ------------------------------------------------------------------------------------------ | ----------------------------------------------------------------------------------------- |
| Baden bei Wien                                                                         | Niederösterreich                                                                    | 25.931                                                                              | 1480 Ku                                                                             | 869: Padun („Bad“) 2                                                                | Biedermeier                                                                                | KGL: Ensemble Stadtzentrum Baden; → Denkmalliste                                          |
| Bad Ischl                                                                              | Oberösterreich                                                                      | 14.107                                                                              | 1940 Ku                                                                             | 1262: Iselen (Bedeut. unbek.) 1 2                                                   | Salzkammergut-Heimatstil („Kaiserstadt“)                                                   | → Denkmalliste                                                                            |
| Bad Radkersburg                                                                        | Steiermark                                                                          | 3.220                                                                               | 1299 Ku                                                                             | 1182: Ratkerspurch („Burg“, genaue Bedeut. unbek.)                                  | mittelalterliche Stadtbefestigung, Renaissance und Barock                                  | → Denkmalliste                                                                            |
| Bludenz                                                                                | Vorarlberg                                                                          | 15.102                                                                              | 1247                                                                                | um 830: Pludono/Pluteno (Bedeut. unbek.) 1                                          | mittelalterlich bis neuzeitlich                                                            | → Denkmalliste                                                                            |
| Braunau am Inn                                                                         | Oberösterreich                                                                      | 17.604                                                                              | 1260                                                                                | 788 als Ranshofen (Stadtteil von Braunau), 1100 als Prounaw                         | gotisch, geprägt im barock-klassizistischen Stil der Inn-Salzach-Städte                    | KGL: Ensemble Stadtzentrum Braunau am Inn; → Denkmalliste                                 |
| Freistadt                                                                              | Oberösterreich                                                                      | 8.270                                                                               | vor 1277                                                                            | 1241 „Frienstat“                                                                    | planmäßig gegründete Stadt, rund 150 Bürgerhäuser des Spätmittelalters (13. bis 16. Jh.)   | → Denkmalliste                                                                            |
| Fürstenfeld                                                                            | Steiermark                                                                          | 10.391                                                                              | 1232                                                                                | 1183                                                                                |                                                                                            | → Denkmalliste                                                                            |
| Gmunden                                                                                | Oberösterreich                                                                      | 13.231                                                                              | 1278 (?) Ku                                                                         | 11./12. Jh. („Gemünde“ der Traun) 1                                                 | Gotik bis Gründerzeit: Promenaden am Traunsee (Salzkammergut-Heimatstil)                   | → Denkmalliste                                                                            |
| Hainburg an der Donau                                                                  | Niederösterreich                                                                    | 7.038                                                                               |                                                                                     |                                                                                     |                                                                                            | → Denkmalliste                                                                            |
| Hallein                                                                                | Salzburg                                                                            | 21.654                                                                              | 1250                                                                                | 763: Salzbergbau (Hall-Name)                                                        | mittelalterlich                                                                            | KGL: Ensemble Altstadt Hallein; → Denkmalliste                                            |
| Hartberg                                                                               | Steiermark                                                                          | 6.725                                                                               | 1286                                                                                |                                                                                     |                                                                                            | → Denkmalliste                                                                            |
| Judenburg                                                                              | Steiermark                                                                          | 9.607                                                                               | 1224                                                                                | 1074: Judinburch (Burg Eppenstein, jüdischer Handelsposten)                         | mittelalterlich (Gotik, Renaissance)                                                       | → Denkmalliste                                                                            |
| Mittersill                                                                             | Salzburg                                                                            | 5.723                                                                               | 2008                                                                                | 963                                                                                 |                                                                                            | → Denkmalliste                                                                            |
| Radstadt                                                                               | Salzburg                                                                            | 5.043                                                                               | 1289                                                                                | 1074: Rastat („Raststätte“) 1 2                                                     | neuzeitlich-bürgerlicher Barock und Klassizismus, Teile einer frühneuzeitlichen Stadtmauer | → Denkmalliste                                                                            |
| Schärding                                                                              | Oberösterreich                                                                      | 5.595                                                                               | 1316/1364 Ku                                                                        | 804: Scardinga (Bedeut. unbek., ein Gutshof, Ansiedlung nach Scardo benannt)        | geschlossen Barock-Klassizismus bis Historismus (Inn-Salzach-Bauweise)                     | KGL: Ensemble Altstadt Schärding; → Denkmalliste                                          |
| Steyr                                                                                  | Oberösterreich                                                                      | 38.036                                                                              | 1170 SS                                                                             | 980: Styrapurhc („Burg an der Steyr“)                                               | Gotisch bis industriell                                                                    | KGL: Ensemble Stadtzentrum Steyr und Ensemble Steyrdorf; → Denkmalliste                   |
| Wolfsberg                                                                              | Kärnten                                                                             | 24.961                                                                              |                                                                                     | 1178: Wolfsperch                                                                    |                                                                                            | KGL: Ensemble Stadtzentrum Wolfsberg; → Denkmalliste                                      |
| Quellen: Kleine historische Städte, (www.khs.info), Statistik Austria, Stand März 2021 |                                                                                     |                                                                                     |                                                                                     |                                                                                     |                                                                                            |                                                                                           |
| SS Statutarstadt Ku Kurort KGL = Österreichische Kulturgüterliste (Haager Abkommen)    | SS Statutarstadt Ku Kurort KGL = Österreichische Kulturgüterliste (Haager Abkommen) | SS Statutarstadt Ku Kurort KGL = Österreichische Kulturgüterliste (Haager Abkommen) | SS Statutarstadt Ku Kurort KGL = Österreichische Kulturgüterliste (Haager Abkommen) | SS Statutarstadt Ku Kurort KGL = Österreichische Kulturgüterliste (Haager Abkommen) | 1 Vorhistorische Siedlungstätigkeit im Raum 2 Römische Siedlungen im Raum 3 Ersterwähnung  | 1 Vorhistorische Siedlungstätigkeit im Raum 2 Römische Siedlungen im Raum 3 Ersterwähnung |

Ehemals Mitglieder waren die Städte Enns, Feldkirch, Imst, Kufstein, Leoben, Lienz, Mariazell, Rust, Spittal an der Drau, Wels, Bruck an der Mur und Zell am See.
Im Mai 2007 war der Mitgliedsstand 18 mit Baden, Bad Ischl, Bad Radkersburg, Enns, Feldkirch, Gmunden, Hall/Tirol, Imst, Judenburg, Kufstein, Lienz, Radstadt, Rust, Schärding, Spittal/Drau, Steyr, Wels und Zell am See.